# Lophoptera metaphaea
Lophoptera metaphaea là một loài bướm đêm trong họ Noctuidae.